# 朝代

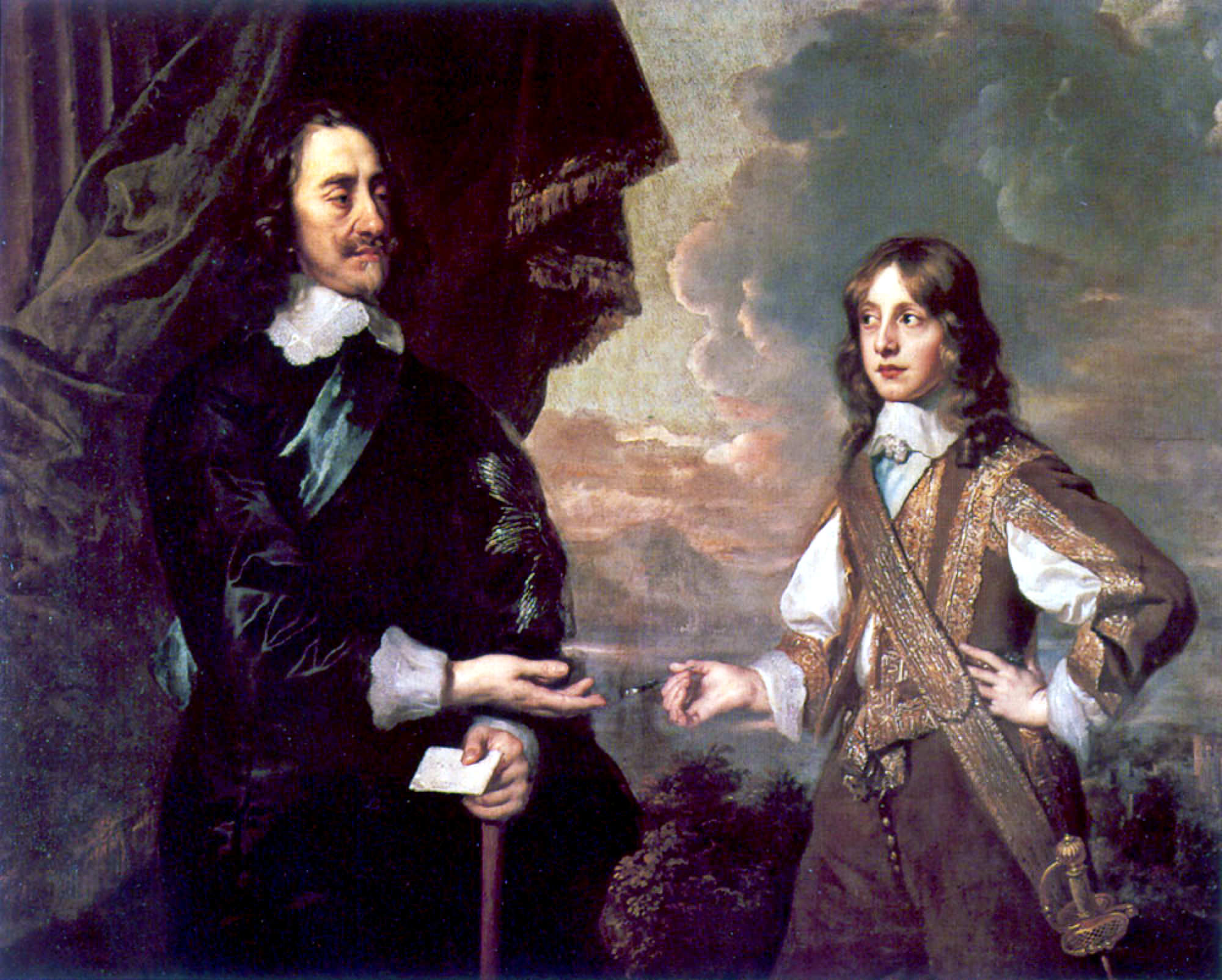
斯圖亞特王朝的查理一世與其子詹姆斯二世

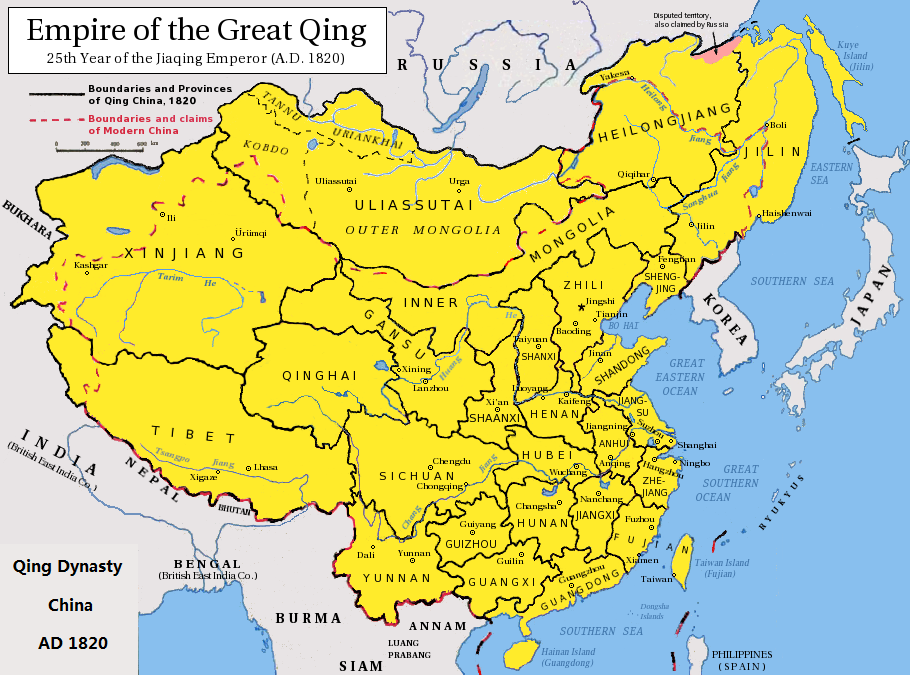
清朝是中國史上最後一個王朝，建於公元1636年，亡於公元1912年，並曾於公元1917年短暫復辟

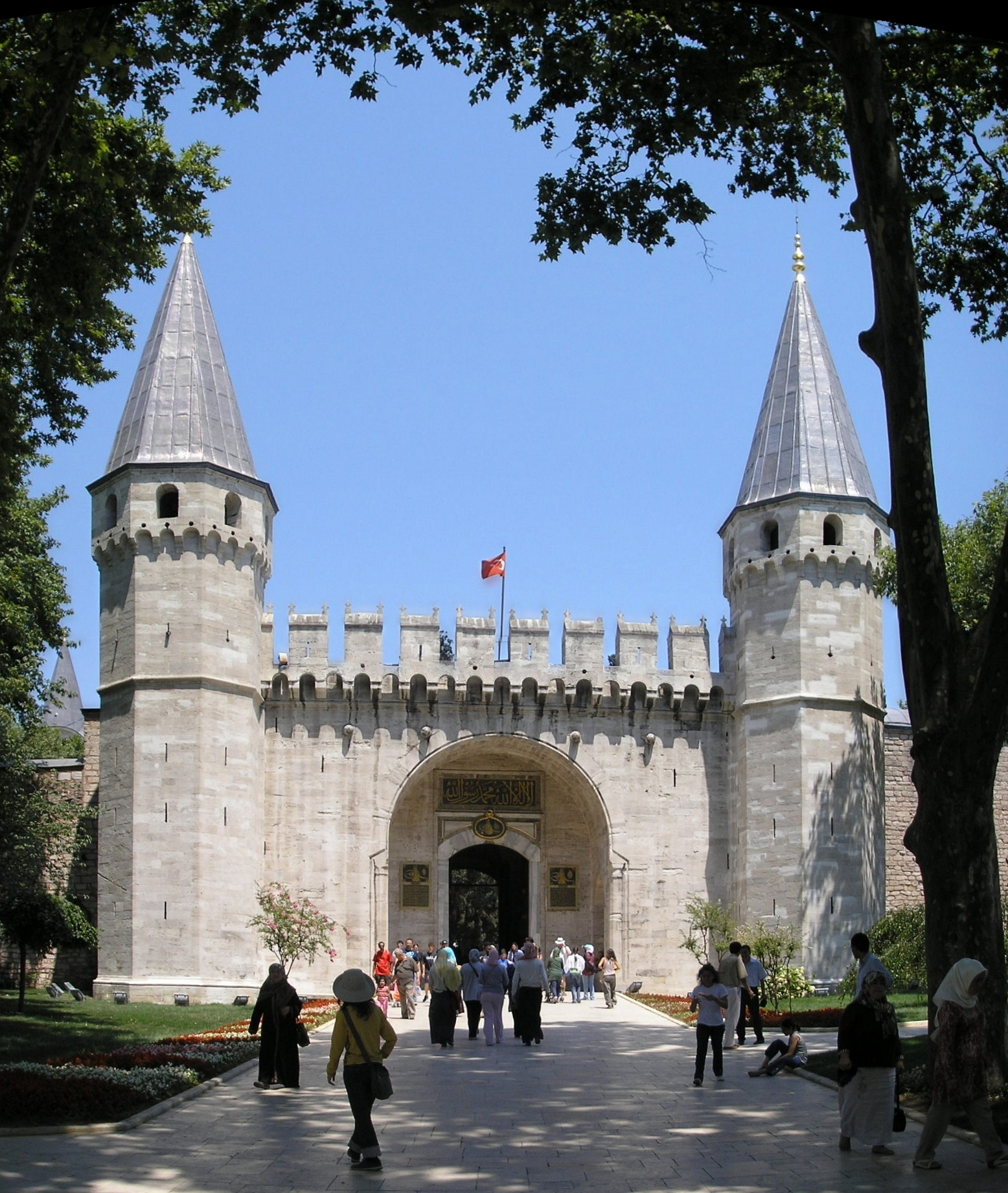
托普卡珀皇宮是鄂圖曼王朝蘇丹的官邸及主要居所

朝代、王朝（英語：dynasty）指由同一家族通過不同方式及形式以君主制實施世襲統治的政權與相應的歷史時期。全球延續時間最長且未間斷過的王朝是日本的菊花王朝，傳統上將其建立年份定為公元前660年。而延續時間最長的實權王朝是卡佩王朝。
在君主制國家運用權力進行統治的家族集團可稱為「王室」或「王家」，又若其君主之頭銜為皇帝則可稱為「皇室」或「皇家」，而在中華文化圈國家亦稱為「宗室」。
史學家通常為某些國族和文明，如古埃及、中國，以王朝更迭形式進行歷史分期。因此，「王朝」一詞可用於劃分由某個家族統治的時代，即「朝代」，並對其期間所發生的事件、趨勢、文物等進行論述。
公元20世紀前，各地多數王朝實施父系繼承制度，如同法蘭克人所實行的薩利克法。在允許女性繼承王位的情況下，女性君主之子女繼承其位後，一般採用父系命名，故被視為新王朝的成立。然而，歐洲某些國家近代以來通過法令等方式使得女性君主或女性王室成員之子女登基後仍在法理上延續當朝之名號，在名義上避免改朝換代。例如：英國國會於公元1952年4月通過決議規定女王伊麗莎白二世之子女繼承其位後仍沿用王朝「溫莎」之名。又如：荷蘭儘管歷經三任女王統治但其王朝的名號仍為「奧蘭治－拿騷」。再如：葡萄牙瑪麗亞二世之後代繼位後仍在法理上延續布拉干薩王朝之統治。女性君主或女性王室成員之子女繼承王位後保留原來王朝名號這一情況首次見於公元18世紀的俄羅斯帝國：安娜·彼得羅芙娜之子彼得三世登基為帝後，羅曼諾夫王朝之名號仍得以延續使用，但若以傳統父系繼承觀點則可視彼得三世為霍爾斯坦－戈托普－羅曼諾夫王朝的成立者。其他王朝則實施母系繼承制度，其名號在無須經過法律程序或其他操作的情況下通過女性之後代傳承，如同南非林波波省境內的祈雨女王之位。
並非所有君主制政治實體皆由王朝統治；現存在的例子有安道爾親王國、梵蒂岡城國與耶路撒冷、羅得島和馬爾他聖約翰主權軍事醫院騎士團。歷史上亦有不屬於任何王朝的君主，如倫巴底王阿里奧亞爾及拜占庭帝國皇帝福卡斯。某些王朝統治主權國家內部的非主權政治實體，包括今馬來西亞境內由九位馬來統治者領導的數個王朝和統治阿拉伯聯合酋長國轄下七個酋長國的諸王朝。

## 名稱
「聖朝」，又名「國朝」，是古代漢字文化圈的國民對自身所屬王朝的尊稱，見於各類文獻和碑刻。「天朝」，作為中國古代的一種稱謂，是各中原王朝的自稱，亦是諸藩屬國對中原王朝的尊稱。
「王朝」與「國號」、「國家」不是相同的概念。例如，越南歷史上的莫朝正式國號為「大越」，但因其君主姓「莫」而被史學家稱其為「莫朝」；其它沿用「大越」國號的包括李朝（自李聖宗統治起）、陳朝、後黎朝。又如，霍亨索倫王朝自1871年至1918年統治下的德國正式國號為「德意志國」；後來的魏瑪共和國及納粹德國（1933年至1943年間）均保留同樣的國號。
中國歷史上，王朝名稱大多源自於國號。例如，唐高祖李淵所創立的政權定名為「唐」，故史學家以「唐朝」稱之。又如，元世祖忽必烈於1271年建國號「大元」，為「元朝」一名的由來。當多個政權皆使用同一國號時，史學家通常為王朝名稱冠上「東」、「南」、「西」、「北」、「前」、「後」等詞，或以其君主姓氏作為前綴以示區分。例如，晉元帝司馬睿建立的「晉」史稱「東晉」，以區別於先前晉武帝司馬炎創立的同名政權，即「西晉」；五代十國時期由晉高祖石敬瑭所建立的政權亦稱作「晉」，史稱「後晉」。又如，宋太祖趙匡胤登基後取國號「宋」，史稱「北宋」，用於區分由宋高宗趙構所建的同名偏安政權，即「南宋」；南北朝時期，宋武帝劉裕建「宋」，該政權因國君姓「劉」故被稱之為「劉宋」。再如，以「秦」為國號的有秦始皇嬴政建立的「秦朝」、秦景明帝苻健成立的「前秦」、秦武昭帝姚萇創立的「後秦」、秦武元王乞伏歸建立的「西秦」。中國以外亦有使用前綴以區分不同王朝的情況，如：南亞的東遮婁其王朝和西遮婁其王朝、越南的前黎朝及後黎朝等。由少數民族建立的王朝，若不以族名爲號，則常用民族名作爲前綴，例如赫連氏的“匈奴夏”和現代常用的“蒙元”、“滿清”。

## 王朝成員
君主是王朝的主要成員，但任何能夠合法繼承王位的王室成員均可稱為「王朝成員」（dynast）。沒有王位繼承資格的王室成員則通常不被視為王朝成員。
在歷史學與君主主義文獻的提及中，倘若王位繼承法仍有效，任何一位持有合法王位繼承權的家族成員均可視為王朝成員。例如：弗朗茨·斐迪南與妻蘇菲於公元1914年遭暗殺後，其子邁西米利安的奧匈帝國皇位繼承權被取消，因為他已不再是哈布斯堡王朝的一員。即便奧地利皇權被廢除後，邁西米利安與其後代均不被奧地利君主主義者接受為正統的王位覬覦者，而邁西米利安及其後代亦不曾聲稱擁有此頭銜。
「王朝成員」狹義上可指某王室擁有王位繼承權的父系成員，但廣義上可包含擁有王族血統與即位資格的母系成員。例如：伊麗莎白二世之侄大衛·阿姆斯特朗－瓊斯作為英國王位繼承者之一可被視為英國王室成員，但因其不是該家族的父系成員而非溫莎王朝的王朝成員。
另一方面，德國貴族恩斯特·奧古斯特五世身為喬治三世的父系後代但未獲得英國給予正式封號與頭銜，雖然他保有恢復其坎伯蘭公爵封號的資格。他因與信奉羅馬天主教的卡露蓮結婚而被從英國王位繼承順序中除名。
為確保其後代保留王位繼承權及享有王室特權，王朝成員的婚姻須符合王室法。例如：荷蘭的威廉-亞歷山大與麥西瑪的婚姻符合王室法，故其長女凱薩琳娜－艾瑪莉亞為今荷蘭儲君。然而，威廉－亞歷山大之弟約安-弗里索王子與瑪貝爾的婚姻未獲得政府和國會的支持，約安－弗里索因此被迫放棄繼承荷蘭王位之權利，其後代亦不可享有王朝權益。